# ناحیه عین عیسی
ناحیه عین عیسی (به عربی: ناحیة عین عیسی) یک ناحیه در سوریه است که در منطقه تل ابیض واقع شده‌است. ناحیه عین عیسی ۴۰٬۹۱۲ نفر جمعیت دارد
عین عیسی از سال ۲۰۱۸ به عنوان پایتخت فدراسیون دموکراتیک شمال و شرق سوریه شناخته‌شد و مرکزیت اداری و سیاسی این فدراسیون از قامشلی بدانجا منتقل شد.